# Museo Cerralbo
El Museo Cerralbo es un museo nacional español con sede en Madrid (España) y que alberga la antigua colección privada de obras de arte, objetos arqueológicos y demás antigüedades reunida por Enrique de Aguilera y Gamboa (1845-1922), XVII marqués de Cerralbo, quien ejerció la política, pero, sobre todo, es recordado por su faceta como historiador y promotor de diversas excavaciones arqueológicas. El Cerralbo se considera un «museo de ambiente», es decir, presenta la singularidad de ser uno de los escasos palacios decimonónicos madrileños que todavía conserva su decoración original.
El marqués falleció en 1922 y, en su testamento, legó la gran mayoría de sus piezas de arqueología al Museo Arqueológico Nacional y al Museo Nacional de Ciencias Naturales, así como el resto de su colección y el palacio que la custodia —construido entre 1883 y 1893 por Alejandro Sureda, Luis Cabello Asó y Luis Cabello Lapiedra, sucesivamente—, al Estado, que aceptó el legado testamentario por real orden de 10 de abril y 24 de septiembre de 1924. Diez años después, se constituyó la Fundación Museo Cerralbo (O. M. de 22 de marzo de 1934). En su interior, se conservan más de 50000 objetos, entre antigüedades, esculturas, mobiliario, diversas artes decorativas, dibujos y grabados o pinturas, donde sobresalen grandes nombres como el Greco, Zurbarán, Bronzino, Tintoretto o Van Dyck. 
El edificio, inaugurado como museo en 1944 y declarado monumento histórico-artístico y bien de interés cultural en 1962, ha sido sometido a diversas obras de ampliación y mejora; la última de ellas fue desde el verano de 2006 hasta diciembre de 2010, permaneciendo cerrado cuatro años para su total modernización. En 2023, el Museo Cerralbo recibió un total de 165 167 visitas.
El museo es de titularidad estatal y de gestión directa del Ministerio de Cultura. Orgánicamente depende de la Dirección General de Bellas Artes, concretamente de la Subdirección General de Museos Estatales.

## Historia
El Museo Cerralbo custodia la colección que formó Enrique de Aguilera y Gamboa, marqués de Cerralbo, en su propio palacio, el cual cumpliría la función de residencia donde disponer las colecciones que integrarían el futuro museo. Tanto el palacio como la propia colección fueron donados al Estado español en 1924, quien aceptó el legado testamentario, por Reales Órdenes, el 10 de abril y 24 de septiembre de ese año. La mayor parte de su colección fue reunida en los viajes del marqués y su familia por Europa; así, por ejemplo, la mayoría de pinturas, esculturas y dibujos de la colección proceden de una sola casa de subastas, el Hôtel Drouot de París. A la formación de su colección contribuyeron notablemente su esposa, doña Inocencia Serrano y Cerver, y sus hijos, don Antonio y doña Amelia del Valle y Serrano, marqueses de Villa-Huerta.

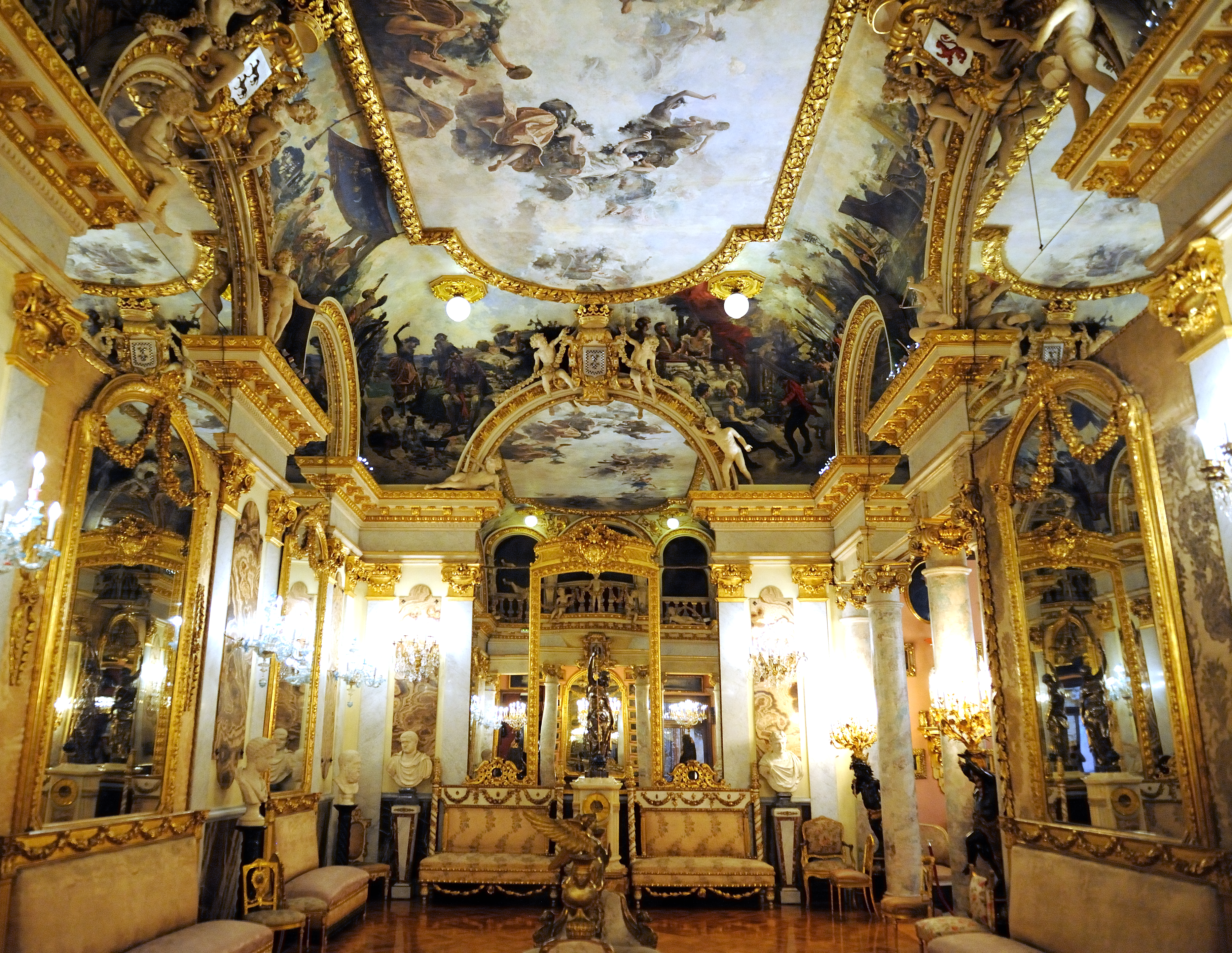
Salón de baile.

El palacio, sede del museo y antigua vivienda del marqués, fue construido entre 1883 y 1893 por los arquitectos Alejandro Sureda, Luis Cabello y Asó y Luis Cabello Lapiedra, según las directrices del marqués de Cerralbo y que alterna, sucesivamente, corrientes clasicistas, eclecticistas y movimientos «neo» de la época. El jardín, basado en bocetos del propio marqués, evoca los jardines románticos de estilo inglés.
En 1944 abrió como museo. Previamente, fue ampliado y sometido a obras de adecuación a los nuevos usos, trabajos de los que fue responsable el arquitecto Guillermo Diz Flórez. Nuevamente, en 1964, experimentó una intervención, a cargo del arquitecto Fernando Chueca Goitia, y ya, entre 2006 y 2010, el edificio fue sometido a nuevas obras de modernización, para adecuar sus instalaciones a las normas del siglo XXI.

## Colecciones
El Museo Cerralbo es un museo singular, denominado «de ambiente», pues mantiene casi intacta su estética de época, con una acumulación de muebles, antigüedades y pinturas. De hecho, el mismo edificio —de influencia puramente italiana—, se proyectó más como galería visitable y escenario de fiestas, que como residencia propiamente dicha. El marqués pasaba gran parte del tiempo fuera de Madrid, viajando por Europa, de modo que pensó este palacio no como su hogar habitual, sino como sede de sus colecciones, donde pudiese organizar fiestas y recibir visitas cuando acudía a Madrid. Se cuenta que, residiendo en Biarritz, remitía a Madrid los planos e indicaciones para construir el palacio, lo cual dificultaba la labor del arquitecto Sureda y dio como resultado algunos errores o incongruencias en la distribución de las salas.
Al tratarse de una mansión más enfocada a la exhibición y ostentación que al uso cotidiano, se proyectaron amplios salones para las colecciones más relevantes y se destinaron espacios reducidos para la vida diaria. Actualmente se conserva casi íntegra la decoración de la planta principal —que incluye, entre otros, un suntuoso salón de baile—, mientras que las estancias más privadas sufrieron sucesivos cambios por el uso. Han sido finalmente recuperadas con su mobiliario original y otras antigüedades adquiridas en fecha reciente.
El Museo Cerralbo guarda similitudes con el Museo Lázaro Galdiano, sito también en Madrid, aunque sus contenidos se formaron en épocas y circunstancias diferentes; la colección del marqués de Cerralbo es anterior y, de hecho, se consideraba la más valiosa de su época. Esta institución se singulariza por conservarse como casa-museo y reflejo de una época, mientras que el Museo Lázaro Galdiano ha sido reformado y reordenado varias veces, y de forma mucho menos respetuosa con su aspecto original.

### Pintura
El marqués de Cerralbo tenía gustos eclécticos y dirigió parte de sus esfuerzos a la Arqueología, lo que ayuda a explicar el perfil, más bien, desigual de su pinacoteca. Con todo, su afición por la pintura desde niño, así como su interés por el coleccionismo y la conservación de su patrimonio, le llevaron a crear una pinacoteca similar a las que había visto durante sus viajes en Italia, que tanto le impresionaron. Así, el museo cuenta con una relevante sucesión de maestros y varias obras han recobrado autorías de prestigio tras las últimas investigaciones. La mayoría de ellas fueron adquiridas en casas de subastas y anticuarios —fundamentalmente, de Francia e Italia—, recuperando así parte del patrimonio español que había salido fuera del país para su venta. 

#### Pintura española

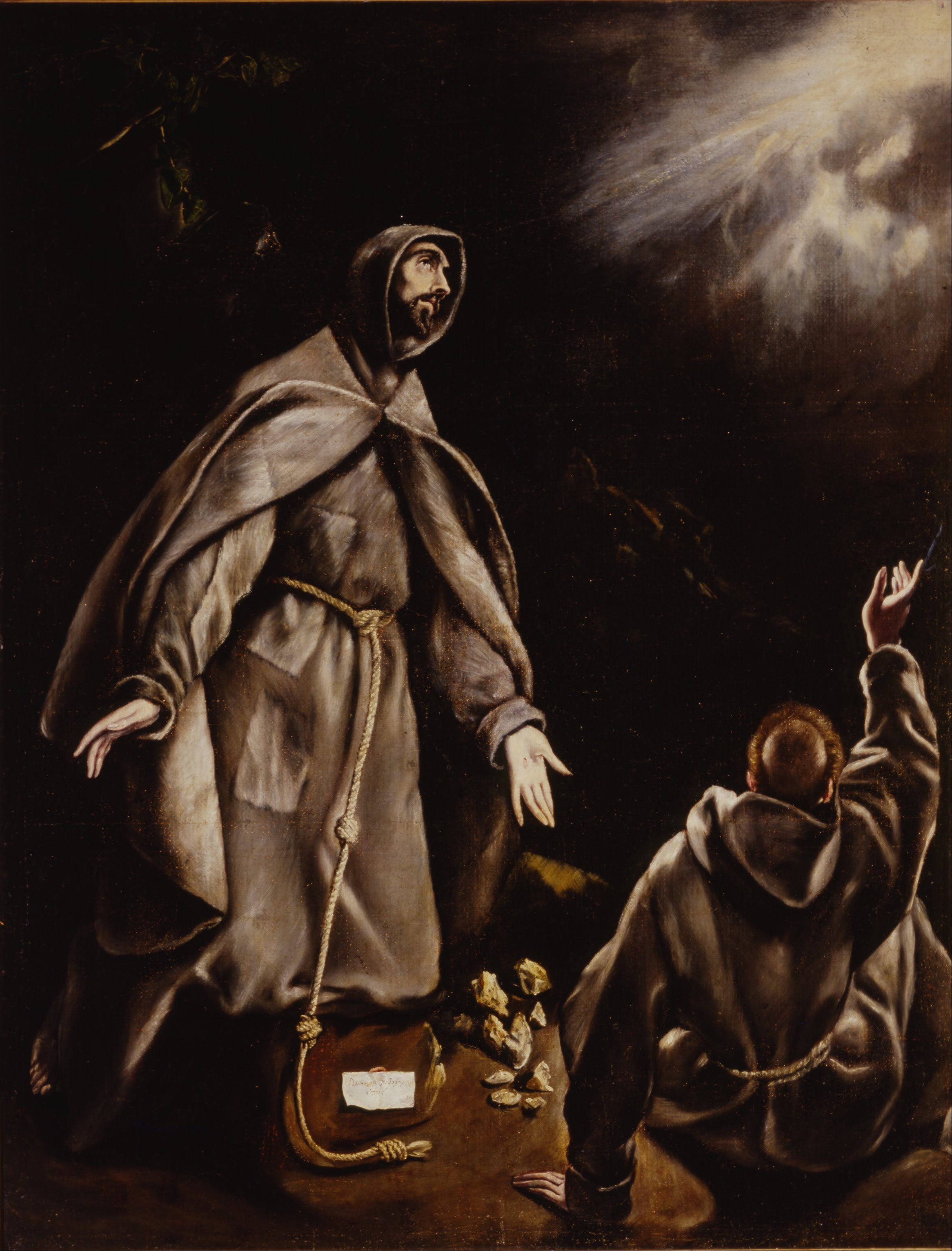
San Francisco en éxtasis, de El Greco y taller (h. 1600-1605).

Por encima de todas las escuelas, destaca la colección de pintura española, ya que del conjunto pictórico que se conserva en el museo, casi la mitad se corresponde con obras debidas a artistas españoles. La predilección del marqués por la pintura española del Siglo de Oro le llevó a adquirir obras tan insignes como la Inmaculada Concepción de Francisco de Zurbarán, La Piedad de Alonso Cano, copia de un original de Van Dyck, o Jacob con el rebaño de Labán del taller de José de Ribera —cuyo original se conserva en el Real Monasterio de San Lorenzo de El Escorial—, así como, del previo Manierismo, un San Francisco en éxtasis de El Greco. Dentro de esta línea, también destacan el monumental Santo Domingo en Soriano de Antonio de Pereda, La conversión de Saulo atribuido a Juan Antonio Frías y Escalante o el Concierto de aves y flores de Juan de Arellano, así como sendas obras de Bartolomé González, Eugenio Cajés, Francisco Rizi, Francisco Pacheco, José Antolínez, Juan Carreño de Miranda, Juan van der Hamen, Francisco de Herrera el Mozo o Mateo Cerezo, entre muchos otros. Cabe mencionar también dos bodegones, anteriormente creídos de Juan Fernández el Labrador, y que actualmente se atribuyen a Miguel de Pret y Juan de Espinosa, respectivamente.
Son reseñables, dentro del siglo XVIII español, dos retratos de Miguel Jacinto Meléndez que representan al rey Felipe V de España y su primera esposa, María Luisa Gabriela de Saboya, en traje de caza. De su hermano Luis Meléndez se conserva un interesante bodegón. De esta época destacan también una Marina con figuras de Luis Paret y Alcázar, dos obras de Andrés de la Calleja y dos alegorías pintadas por Antonio González Velázquez, relativas a la orden de Carlos III y del Toisón de Oro, que alcanzaron cierta notoriedad al ser reproducidas a buril por Manuel Salvador Carmona.
El siglo XIX se encuentra representado por pintores de la talla de Agustín Esteve, Eugenio Lucas Velázquez, Federico de Madrazo (Retrato de Matilde de Aguilera y Gamboa, señora de Fontagud, hermana del marqués, que fue donado al museo en 2008), Mariano Salvador Maella, Ricardo Balaca, Valentín Carderera, Vicente López (con una monumental efigie del rey Fernando VII de España) o Zacarías González Velázquez.
Mención aparte merecen las decoraciones murales de varias estancias, como el techo del fastuoso salón de baile, pintado por Máximo Juderías Caballero. Este salón se concibió buscando un espectacular efecto visual; los espejos y dorados amplifican su suntuosidad y dispone para los músicos de una tribuna en forma de balcón. Aquí hay que destacar las lámparas de Murano, los espejos de fabricación veneciana y un llamativo reloj monumental misterioso (de maquinaria oculta) atribuido en su parte escultórica a la fundición de Ferdinand Barbedienne, de París.

#### Pintura extranjera

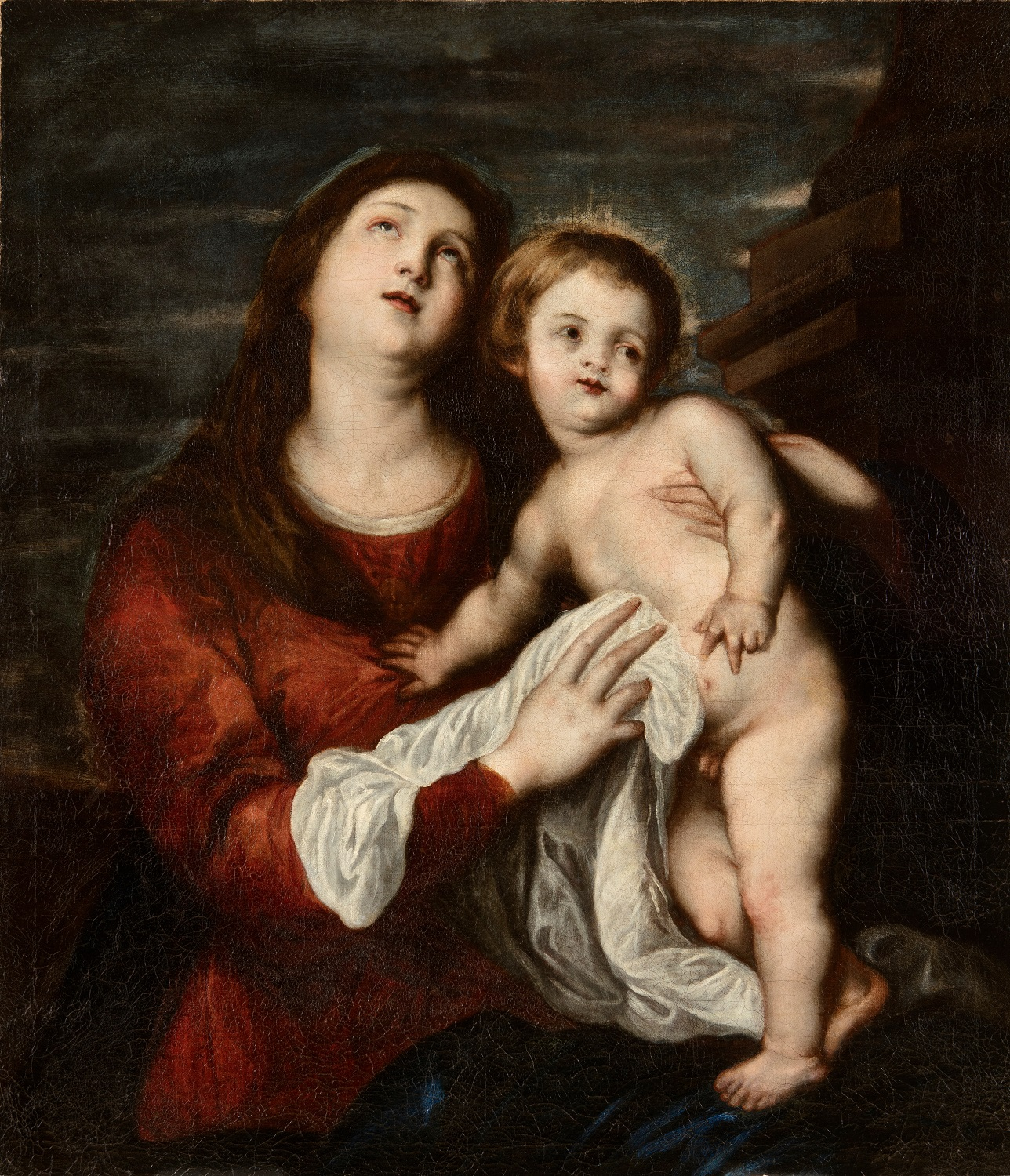
La Virgen con el Niño, de Anton van Dyck (h. 1621-1622), adquirida por la familia Cerralbo en la testamentaría del marqués de Salamanca (1884).

Dentro de las colecciones extranjeras, la pintura italiana cuenta con especial protagonismo, con relevantes ejemplos que van de los siglos XVI al XVIII; de hecho, fue objeto de un catálogo exhaustivo publicado en 2009 por Gonzalo Redín Michaus, conservador de Patrimonio Nacional. Así, entre las nuevas atribuciones, destacan un retrato de Alejandro de Médici, desvelado como original de Bronzino (en colaboración con su taller) o La Resurrección de Cristo, pieza inédita, hasta la fecha, de Corrado Giaquinto.
Una de las piezas más valiosas de la colección es, precisamente, el Retrato de un caballero de Tintoretto, adquirida por el marqués, probablemente, allá por 1884 en la testamentaría de José de Salamanca y Mayol, marqués de Salamanca. La obra ha ganado atención en los últimos años, lo que ha hecho que haya sido expuesta en numerosas instituciones españolas (como en la exposición antológica que el Museo del Prado le dedicó al pintor en 2007, el Museo Thyssen-Bornemisza, ambos en Madrid, o el Bellas Artes de Bilbao).
Asimismo, sobresalen grandes ejemplos que incluyen varios bodegones de Giovanni Battista Ruoppolo y Giuseppe Recco, así como paisajes de Antonio Francesco Peruzzini, y sendas obras de Carlo Cignani, Carlo Dolci, el ya citado Corrado Giaquinto, Francesco de Mura, Francesco Maffei, Girolamo Muziano, Giulio Cesare Procaccini (un majestuoso Autorretrato), Giuseppe Bonito, Luca Giordano, Ludovico Carracci, Palma el Joven, Pietro Paolini o Sebastiano Ricci. 
Las demás escuelas europeas cuentan con una presencia prácticamente testimonial. No obstante, destacan obras como La Virgen con el Niño, obra de la etapa genovesa de Anton van Dyck y que fue desvelada, tras un proceso de restauración, como original del pintor en diciembre de 2017, ya que antiguamente se consideraba de Mateo Cerezo. Igualmente, del taller de Van Dyck también procede un retrato de María de Médicis y, además, se conservan una serie de paisajes atribuidos a Paul Bril, así como una obra de Frans Snyders, Puercoespines y víboras, entre otros. De la escuela francesa se conservan sendos retratos atribuidos a Jean-Baptiste Oudry y a Hyacinthe Rigaud, mientras que de la alemana, otros dos de Anton Raphael Mengs; uno de ellos, el Retrato de Fernando de Silva y Álvarez de Toledo, XII Duque de Alba, sería un modelo para la obra definitiva, que se conserva actualmente en el Palacio de Liria en Madrid, residencia habitual de los duques de Alba.

### Dibujos y grabados

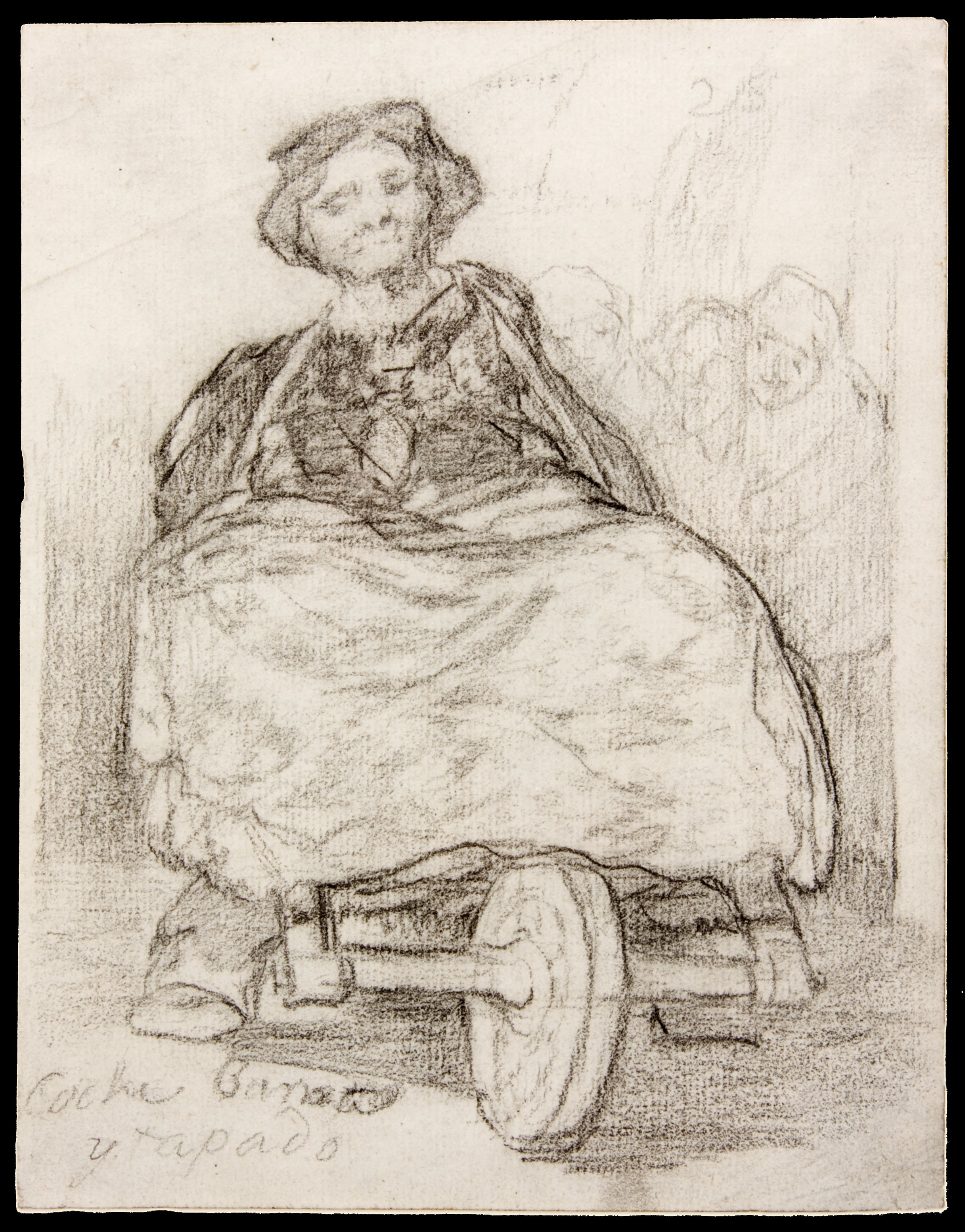
Coche tapado y barato, Cuaderno G, 25, de Francisco de Goya (1824-1828).

El Museo Cerralbo cuenta asimismo con un valioso conjunto de dibujos, que incluye ejemplos de la escuela española, italiana, flamenca y francesa: Adriaen van Ostade, Charles Mellin, Federico Zuccaro, Francisco Bayeu, Francisco Rizi, Francesco Solimena, Giovanni Battista Piazzetta, Giovanni Battista Tiepolo, Hubert Robert, Mariano Salvador Maella, Palma el Joven, Pietro da Cortona... Cabe destacar el dibujo Coche tapado y barato de Francisco de Goya, que formó parte del Álbum G, o de Burdeos I, realizado durante la estancia del artista en dicha ciudad. En este álbum representó diferentes medios de transporte y locomoción utilizados por pobres y mendigos.
Por su fragilidad, los dibujos se conservan almacenados y en su lugar (en el denominado «Pasillo de los Dibujos»), se exhiben copias facsímiles con los marcos originales y conservando las antiguas atribuciones. Igualmente, se mantiene guardada la colección de grabados, que incluye ejemplos de Aegidius Sadeler II y Giovanni Battista Piranesi.

### Otras colecciones
Si bien el marqués de Cerralbo donó muchas piezas al Museo Arqueológico Nacional y al Museo Nacional de Ciencias Naturales —de acuerdo con su interés por preservar el patrimonio—, este museo alberga esculturas desde la época romana, cerámicas griegas, porcelanas de Meissen, armas y armaduras europeas y orientales, numismática desde la época grecorromana, etc. Son de digna mención varias lámparas de techo —en especial una de gran tamaño en forma de góndola, con flores multicolores en cristal de Murano—, un Jabalí, escultura del siglo XVI procedente del palacio de los duques de Medinaceli (demolido en 1890) y que reproduce una obra helenística, así como un tondo en cerámica con la Adoración de la Virgen, una de las piezas más importantes del museo y que podría ser, bien de un seguidor de Andrea della Robbia, o bien del taller de los Buglioni.
En marzo de 2013 tuvo lugar un importante hallazgo en los almacenes del museo, pues vio la luz un monumental friso de tafetán de 24 metros de largo, obra del artista Zacarías González Velázquez, que fue utilizado para cubrir el pedestal del monumento funerario de la reina Isabel de Braganza en 1819.

## Selección de obras maestras

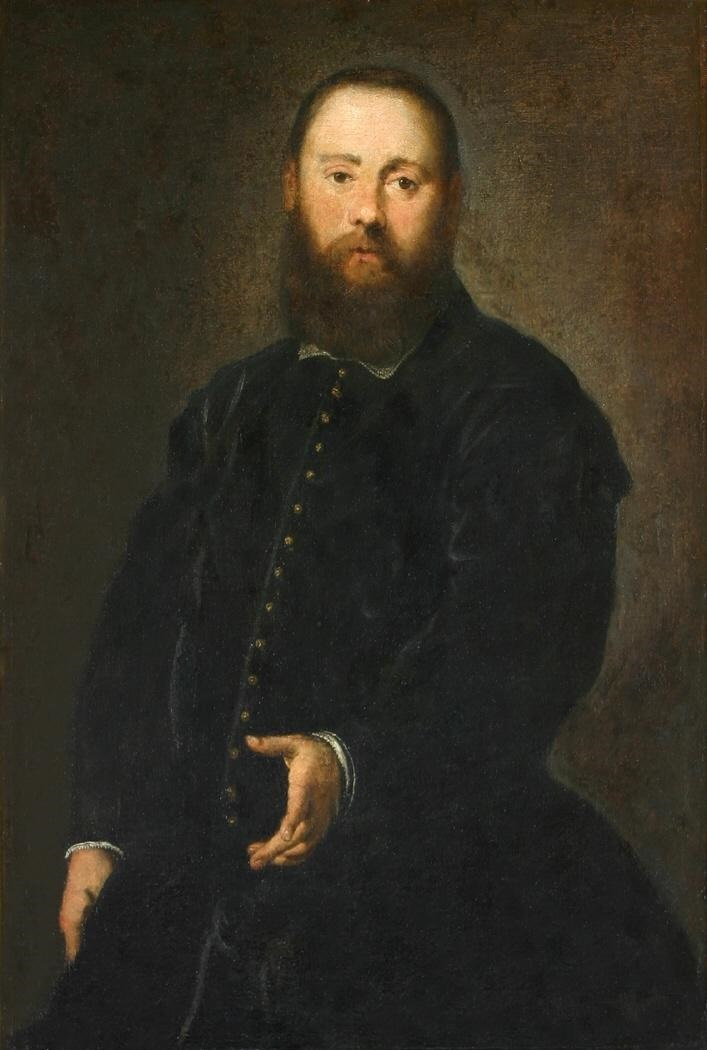
Retrato de un caballero (¿Agostino Doria?), de Tintoretto (h. 1555).
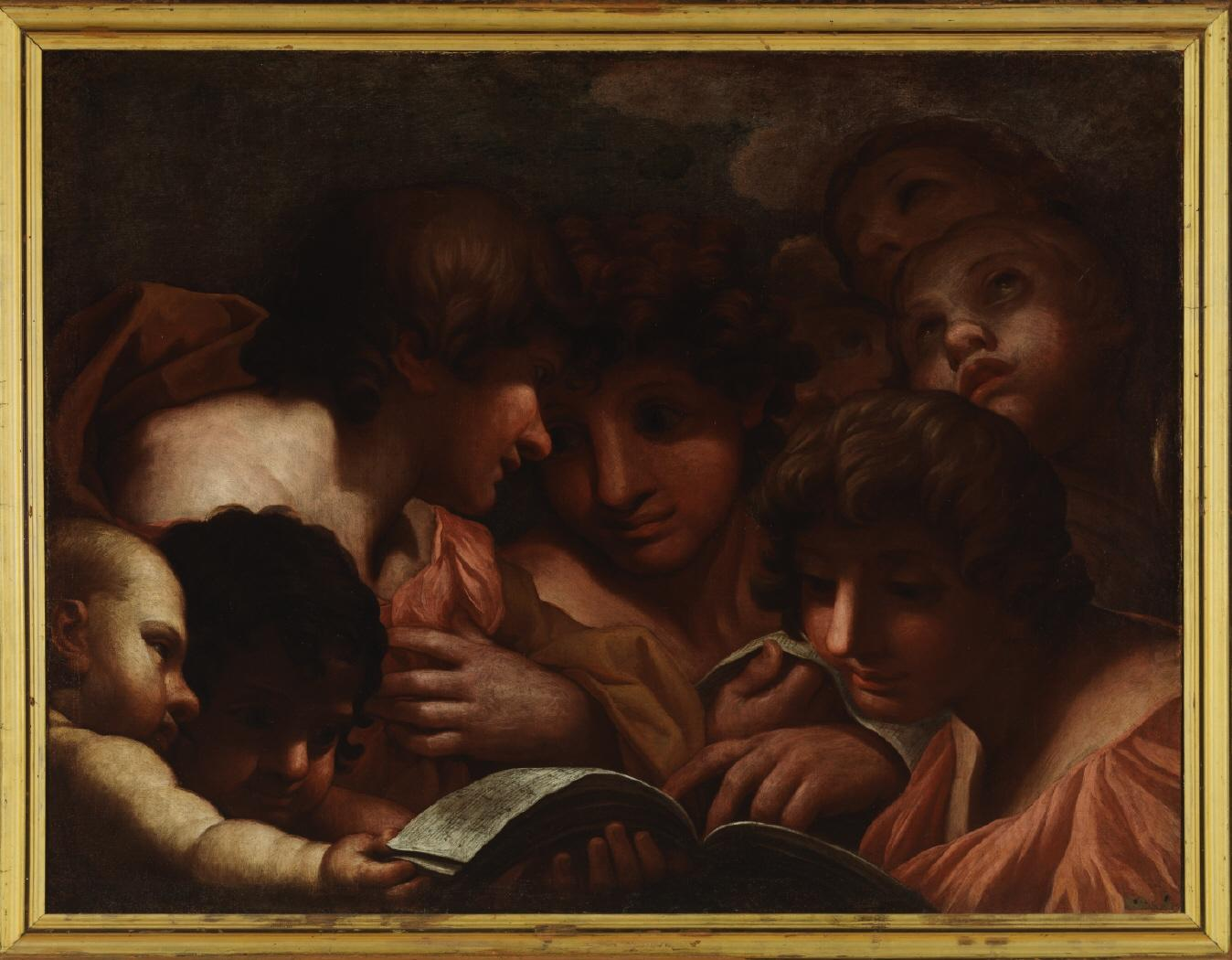
Ángeles cantores, de Ludovico Carracci (h. 1601-1610).
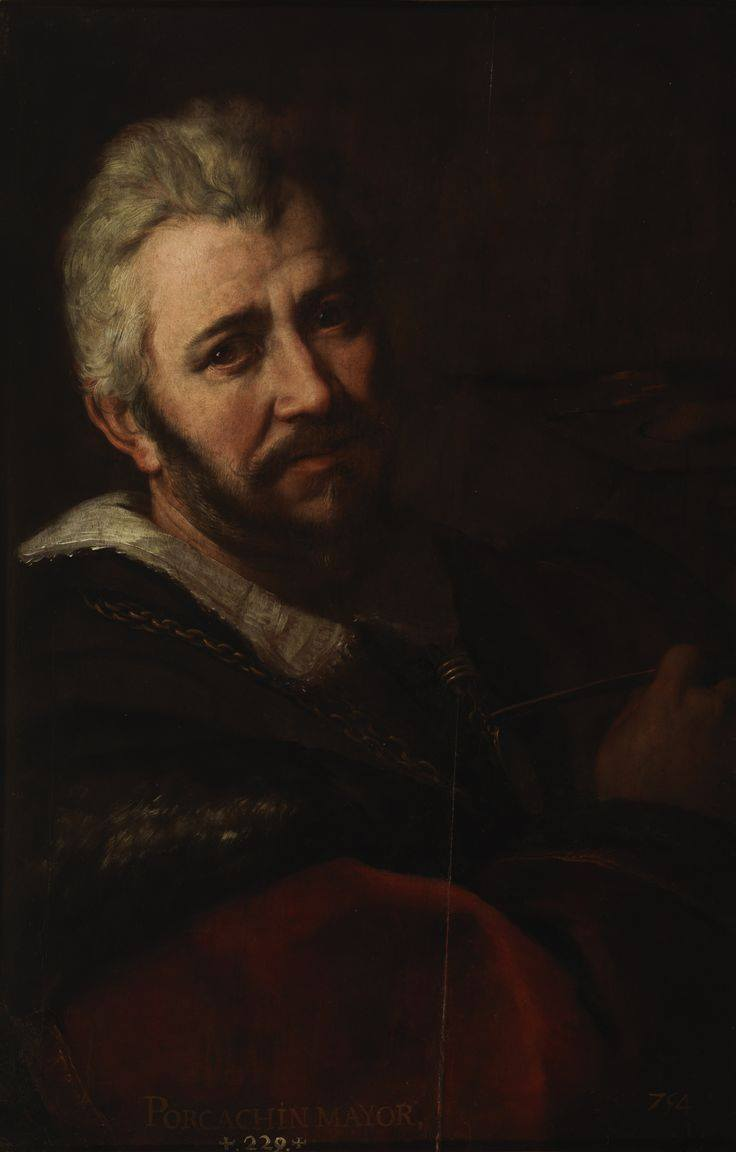
Autorretrato, de Giulio Cesare Procaccini (1624).
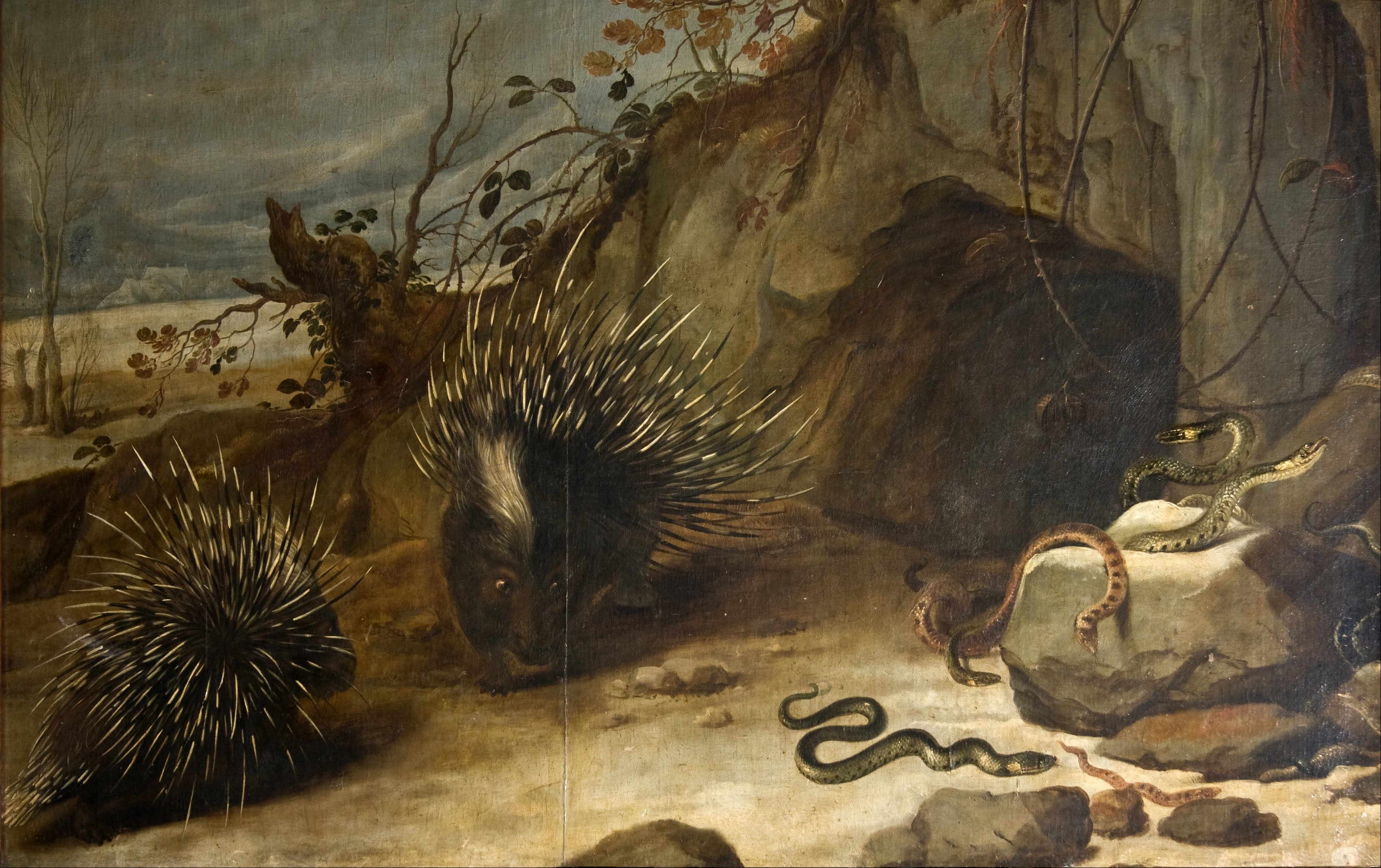
Puercoespines y víboras, de Frans Snyders (h. 1625-1650).
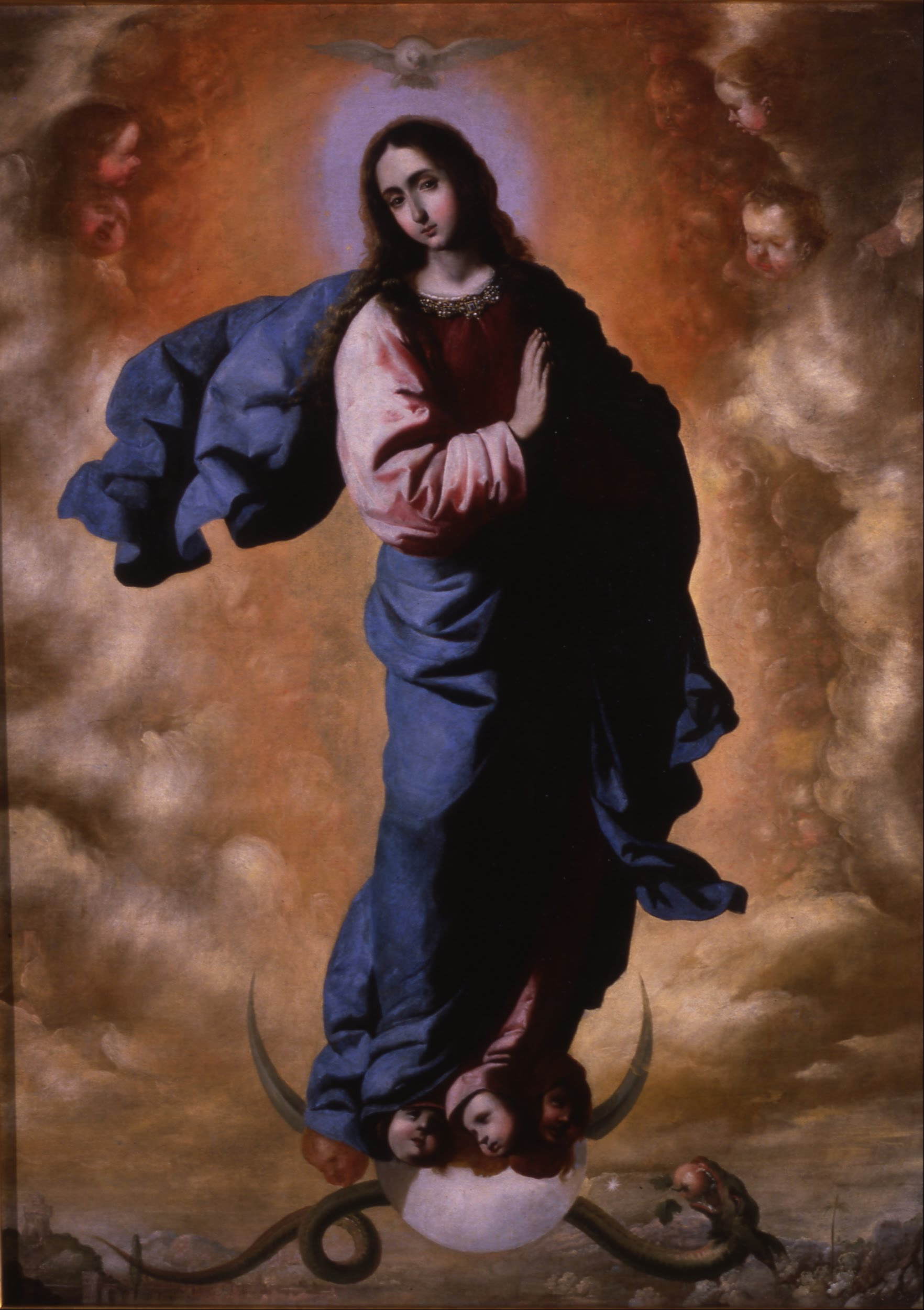
La Inmaculada Concepción, de Francisco de Zurbarán (1640).
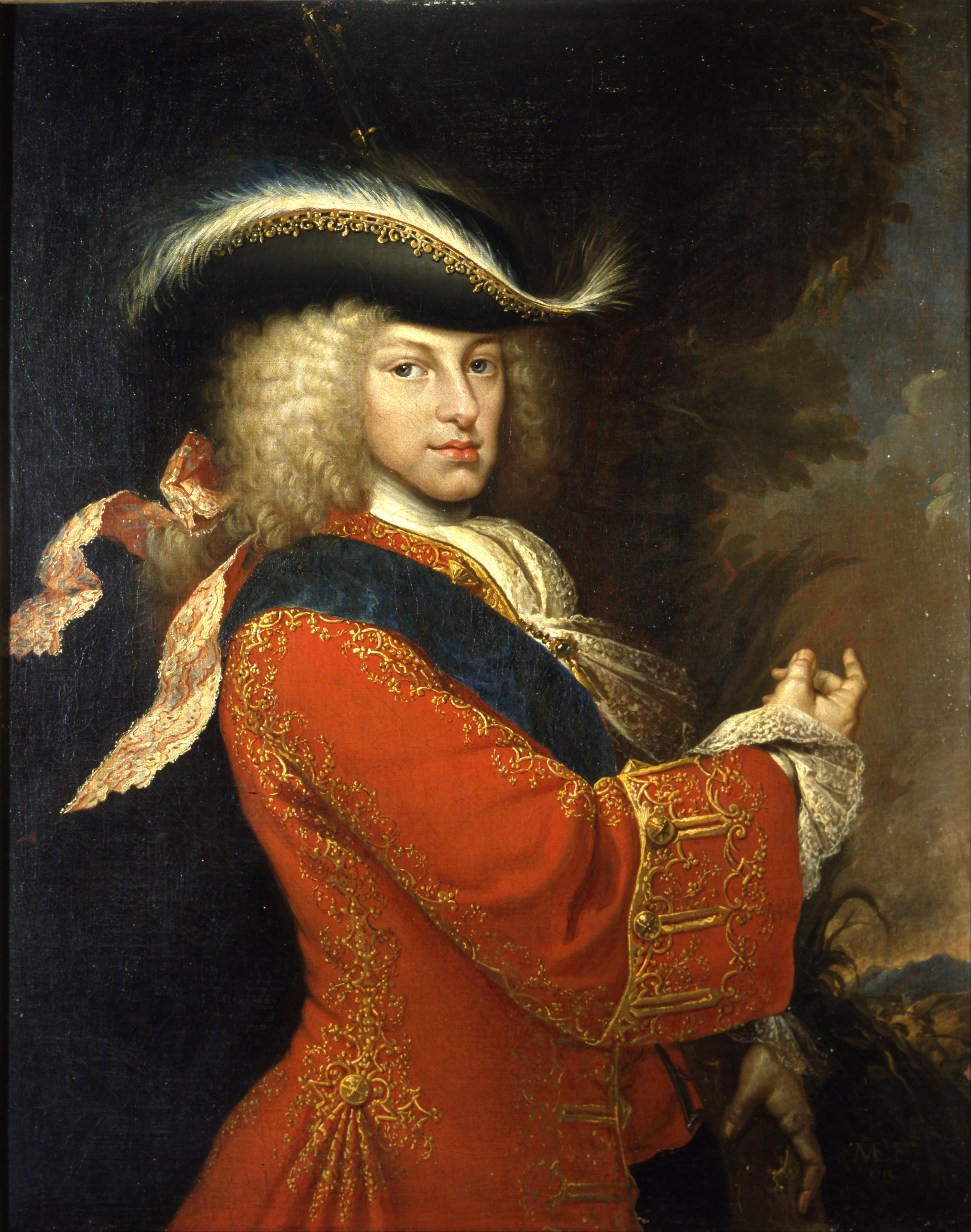
Retrato de Felipe V de España, de Miguel Jacinto Meléndez (1712).
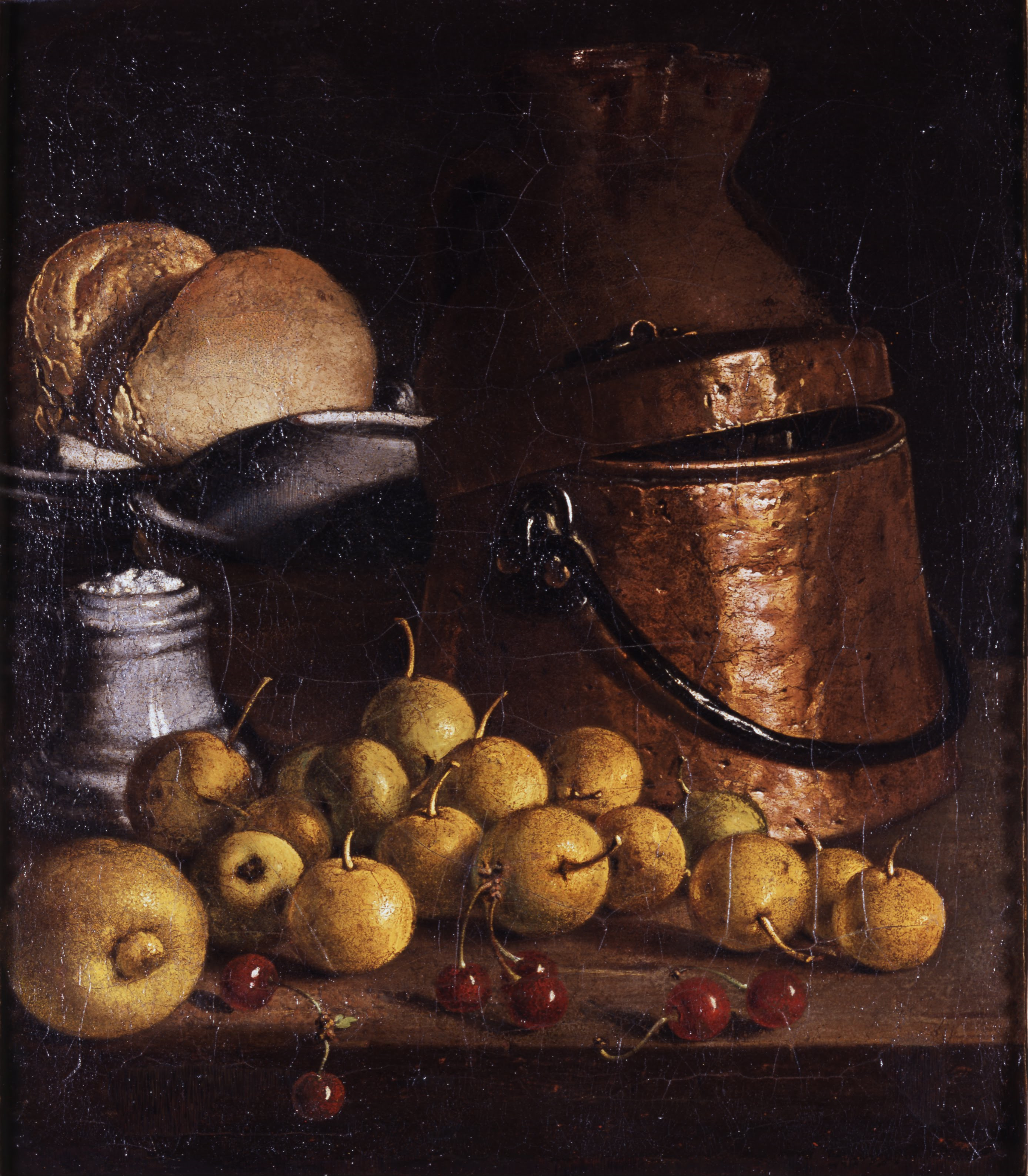
Bodegón de frutas y utensilios de cocina, de Luis Meléndez (1760).
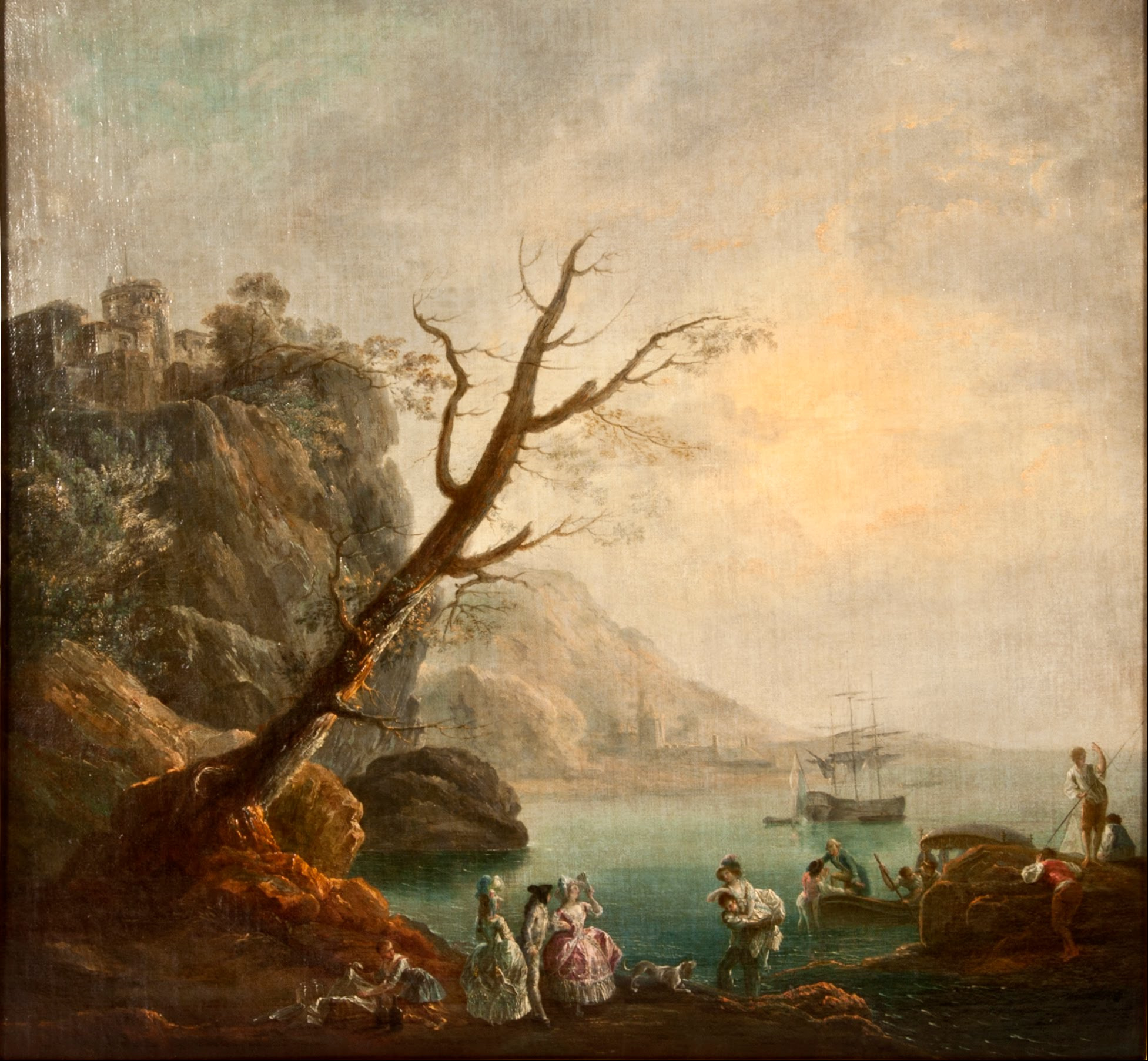
Marina con figuras, de Luis Paret y Alcázar (h. 1784-1786).
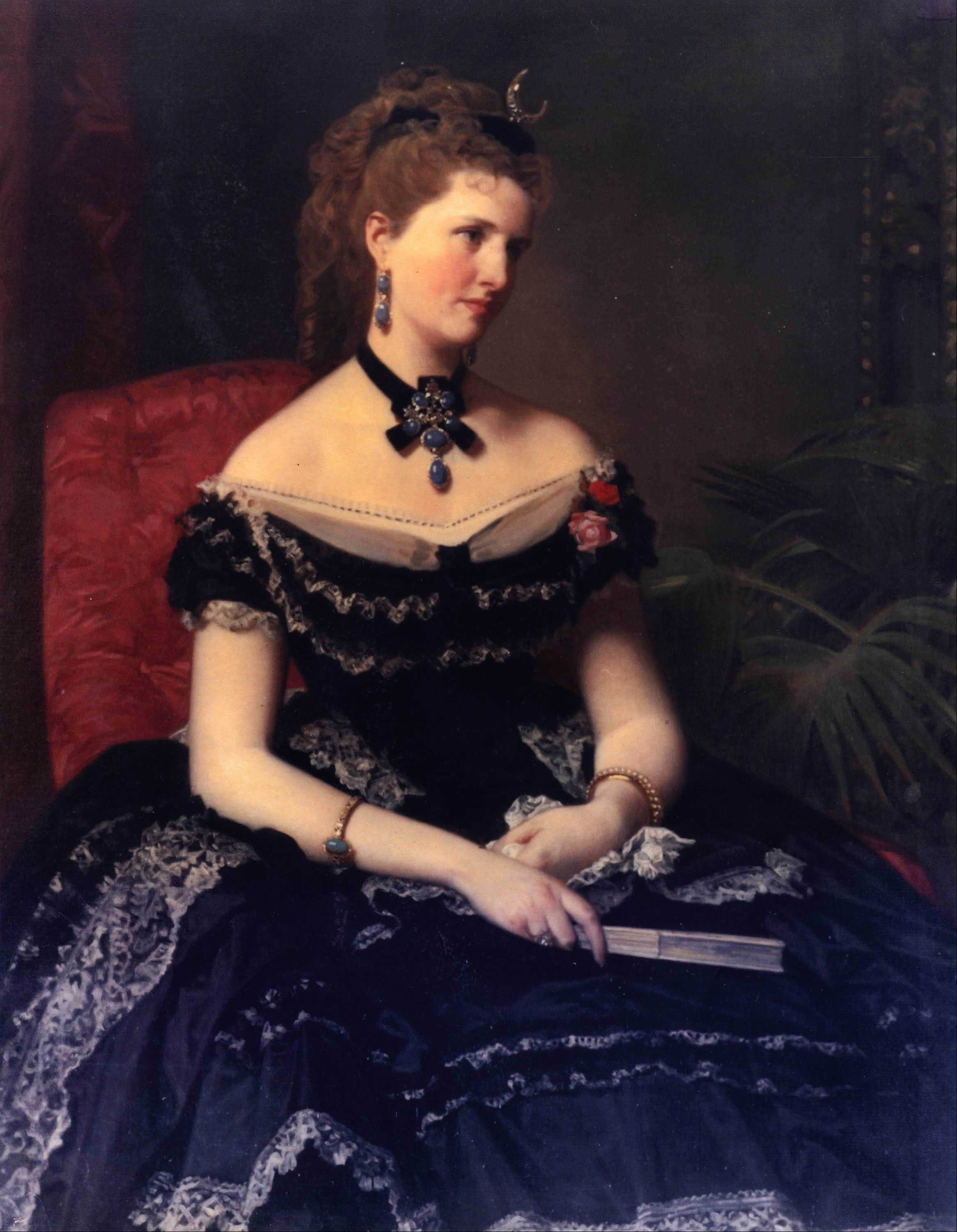
Retrato de Matilde de Aguilera y Gamboa, señora de Fontagud, de Federico de Madrazo y Kuntz (1873).

## Exposiciones singulares
En este Museo se expusieron en 2012 diseños hoy día calificados como obras de arte de diseñadores como Cristóbal Balenciaga, Manuel Pertegaz o el conocido como Genio del diseño, el recientemente fallecido Elio Berhanyer.

## El Museo Cerralbo en el cine y otros medios
La primera obra audiovisual donde se mostraba el interior del museo fue el documental de NO-DO titulado «Museo Cerralbo», emitido en 1944. 
La institución ha sido el escenario escogido para rodar determinadas escenas de distintas películas, entre las que se encuentran: Tómbola (1962), Nuevo en esta plaza (1966), Cuando tú no estás (1966), La marca del hombre lobo (1968), El largo día del águila (1969), Nada menos que todo un hombre (1971), Los tres mosqueteros: Los diamantes de la reina (1973), Tormento (1974), El Zorro (1975), Misterio en la isla de los monstruos (1981) y Espérame en el cielo (1988). 
En cuanto a series de televisión, algunos espacios han salido en Los Libros en el capítulo dedicado a Mariano José de Larra (1974), La Máscara Negra (1981) en los capítulos cuarto y décimo, así como en el primer episodio de Proceso a Mariana Pineda (1984), que protagonizó Marisol.
En 1975 se grabó el vídeo musical de la canción «Dama, dama», para el programa Cecilia en el Festival OTI 1975 representando a RTVE.
Asimismo, algunas imágenes salen en el documental Goya: Visions of Flesh and Blood (2015).